# تايا كايل
تايا كايل (بالإنجليزية: Taya Kyle)‏ هي مؤلفة أمريكية، ولدت في 4 سبتمبر 1974 في بورتلاند في الولايات المتحدة.

## وصلات خارجية
- تايا كايل على موقع IMDb (الإنجليزية)